# Антисемитизм в России

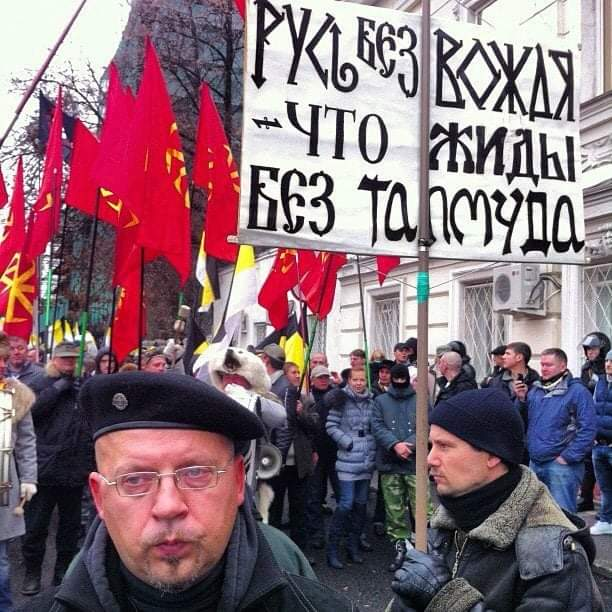
«Русский марш» в 2012 году в Москве, антисемитский плакат на фоне флагов с националистическим и неоязыческим символом «коловратом»

Антисемитизм и различные ограничения для евреев, такие как черта оседлости, были частью официальной политики Российской империи. Имели место также пропаганда антисемитских взглядов и акты враждебности против евреев, включая еврейские погромы.
На протяжении более сотни лет Россия занимала центральное место в истории антисемитизма, включая погромы XIX века, атаки на евреев в эпоху Первой мировой войны, Октябрьской революции и гражданской войны, антисемитские кампании сталинского и более позднего советского периода.
В советское время антисемитизм проявлялся в различных сферах — от бытовых отношений (бытовой национализм) до государственной политики. Государственная политика по отношению к евреям была двойственной. С одной стороны, официально антисемитизм рассматривался как негативное наследие «великодержавного шовинизма» Российской империи. Положительное отношение к евреям также помогало сохранять образ СССР как основного борца с нацизмом. С другой стороны, минимизация национальной идентичности советских евреев, особенно связанной с созданием государства Израиль, подталкивали государство к юдофобии. Антисемитизм как часть советской государственной политики возник в конце 1930-х годов, в период установления сталинского правления и достиг своего пика в конце 1940-х — начале 1950-х годов, в частности, в рамках политической кампании по борьбе с «космополитизмом».
В постсоветской России антисемитизм проявляется в пропаганде антисемитских взглядов и актах враждебности против евреев. Распад СССР и последовавшие за ним экономический кризис, массовое обнищание широких слоев населения и быстрое обогащение небольшой группы лиц, а также разрушительная критика господствовавшей ранее идеологии способствовали широкому распространению антисемитских настроений в России. В последние годы, особенно с начала 2000-х годов, уровень антисемитизма в России был низким и продолжал снижаться. В XXI веке в России наблюдается падение явного, публичного, а также социологически фиксируемого антисемитизма. Однако проявления антисемитизма продолжают фиксироваться. Сохраняется имплицитный антисемитизм. Антисемитские теории заговора в России, в отличие от антизападных, имеют выраженный маргинальный характер и не применяются медиа- и политическим истеблишментом в целях политической мобилизации.

## Средние века
В отличие от Западной и Восточной Римской империи средневековая Русь была слабо знакома с иудейской традицией. Антииудаизм древнерусской литературы был абстрагирован от реальности. Евреи в Киевской Руси не представляли угрозы как религиозные конкуренты в связи с отсутствием прозелитизма в их среде и не обладали существенным демографическим присутствием; еврейская община в Киеве в начале XII века не была многочисленной и конкурентоспособной. По этим причинам антиеврейские акты являются религиозными актами, а не экономико-политическими. В условиях заимствования Русью религиозных образцов отрицательное отношение к иудейской культуре было исходным. В то же время в отношении к иудаизму и иудеям в Руси предполагается относительная толерантность, подобно Византии и в отличие от западноевропейских стран.
Средневековая Русь была почти полностью закрыта для евреев. Опасения «ереси», которая якобы исходит от евреев, и традиционный христианский антииудаизм длительное время определяли враждебное отношение русского православия к евреям. Церковь подталкивала власти к антиеврейским акциям, включая поголовное истребление не желавших креститься евреев в завоёванных Иваном Грозным городах, а также к принятию указов, которые запрещали евреям въезд на территорию Московской Руси.
Построенный на «евангельском» толковании антисемитизм («отвержение жидовьстѣ») в условиях борьбы господствующего направления с «ересью жидовствующих» стал средой, в которой развился «идеологический антисемитизм», направленный затем против реальных евреев. Имевшиеся в средневековой письменности Руси образцы анитииудейской полемики в значительной мере способствовали «преемственности» идей об «отверженном Богом народе», находивших применение в антисемитской среде позднее.
Антисемитизм в Средние века существовал в двух смежных формах — религиозный антииудаизм («теологический» антисемитизм) и специфический «химерический» (Гэвин Ленгмюр) или «оккультный» (Джон Клир) антисемитизм. По вопросу о существовании химерического антисемитизма на Руси в ранний период существуют разные точки зрения.
Произведения церковной письменности Киевской Руси содержат полемику с иудейским учением, актуальную как для византийского, так и для русского православия. Антииудейские тенденции усматриваются в наиболее раннем известном оригинальном древнерусском литературном произведении «Слове о законе и благодати» митрополита Илариона середины XI века. Наличие резких антииудейских пассажей, по мнению Л. Мюллера, может свидетельствовать, что Слово могло служить собранием материалов для антииудейского полемического документа, но само по себе таковым не являлось, поскольку автор считал, что ушедший в прошлое иудаизм неактуален («иудейство бо преста, и закон отъиде», «Июдея млъчит»).

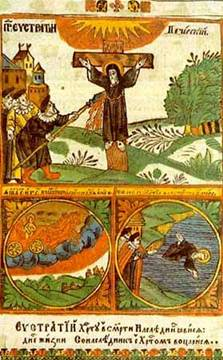
Сцены жития Евстратия Печерского (мастер Илия, ксилография из издания «Патерик, или Отечник, Печерский», 1661 год)

Первый известный на Руси еврейский погром произошёл в процессе Киевского восстания 1113 года, когда после смерти князя Святополка Изяславича киевляне призвали на киевское княжение Владимира Мономаха. Историк В. Я. Петрухин считает, что еврейский погром был связан с кровавыми наветами на евреев, в частности, с легендой о Евстратии Печерском. По мнению Петрухина, распространённые в настоящее время представления о покровительстве Святополка ростовщикам как причине погрома основаны на «реконструкции» В. Н. Татищева, который использовал для этого известную ему ситуацию в Речи Посполитой XVII века.
В Московской Руси на церковных соборах 1488 и 1490 и др. годов состоялось осуждение так называемой «ереси жидовствующих». Большинство «еретиков» были церковными реформаторами различных воззрений, но противники обвиняли их в «жидовстве». Один из наиболее последовательных противников «ереси» новгородский архиепиископ Геннадий поручил большой группе переводчиков под руководством Дмитрия Герасимова выполнить полный перевод Библии с латыни, который был окончен в 1498 году. Затем были переведены западные антииудейские памфлеты «Иудейское безверие» Николая Делира (1501) и «Учителя Самоила Евреина на богоотметные жидове обличительно пророческими речами» (1504). Православными реформистами было спровоцировано появление в XVI веке обширной полемической литературы, включая инвективу Максима Грека в отношении некоего «Исаака Жидовина, волхва и чародея и прелестника» (1517), большое число памфлетов Иосифа Волоцкого и многих других. Страх перед «ересью», которая якобы исходит от евреев, и традиционный христианский антииудаизм длительное время определяли враждебное отношение русского православия к евреям. Церковь подталкивала власти к антиеврейским акциям, включая поголовное истребление не желавших креститься евреев в завоёванных Иваном Грозным городах, а также к принятию указов, которые запрещали евреям въезд на территорию Московской Руси.
Несколько более терпимо относилась к евреям православная церковь в Литовском государстве, объединившемся с Польшей в XVI веке. Однако в XVII—XVIII веках большое число представителей низового православного клира принимало участие в избиении евреев казачьим войском Богдана Хмельницкого, гайдамаками. Антипольские восстания под предводительством Богдана Хмельницкого сопровождались почти полным истреблением местных евреев.

## Российская империя
После раздела Речи Посполитой сотни тысяч польских евреев оказались под российской юрисдикцией Профессор Шмуэль Эттингер из Иерусалимского университета пишет, что «раздел Польши между Россией, Австрией и Пруссией повлёк за собой тяжёлые потрясения в жизни еврейского населения».
С XVIII века в России действовала черта оседлости, за пределами которой иудеям за редким исключением законодательно запрещалось селиться. В отношении иудеев действовали также ограничения в свободе передвижения, приёма в учебные заведения, отбывания воинской повинности, поступления на государственную службу, участия в местном самоуправлении и др.
В XIX веке Русская православная церковь ввиду своего традиционного антииудаизма не поддерживала идею предоставления евреям гражданского равноправия. Мыслители, принадлежавшие к русскому религиозному возрождению конца XIX — начала XX века преимущественно продолжали традицию христианского филосемитизма, восходившую к Владимиру Соловьёву. Однако позиция православных мыслителей нередко включала традиционные антииудаистские мотивы.
Антисемитские высказывания известны в 1860-е годы среди славянофилов, украинских националистов и народников. Утверждалось, что евреи, «тесно сплочённые в своих кагалах», представляют из себя паразитический элемент, эксплуатирующий «коренное население». Позднее эти идеи разделяли Фёдор Достоевский и Иван Аксаков, из числа революционеров — Михаил Бакунин.
В марте 1881 года после убийства Александра II «патриотический» историк Дмитрий Иловайский одним из первых сформулировал идею об «инородческом» характере революционного движения в России, утверждая, что русские революционеры являются лишь слепым орудием в руках поляков и евреев.
В начале царствования Александра III в юго-западных регионах Российской империи произошла серия еврейских погромов, после чего антисемитизм стал частью официальной политики российского правительства. В дополнение к ранее действовавшим ограничениям, таким как черта оседлости, были введены новые с целью не только убрать евреев с государственной службы, из культурной и общественной жизни (на что была направлена процентная норма), но вынудить их на эмиграцию или принятие христианства. Влиятельному государственному деятелю консервативных взглядов Константину Победоносцеву приписывается высказывание: «треть евреев выедет из России, треть крестится, а треть вымрет».
Согласно переписи населения 1897 года в Российской империи проживало 5,21 миллиона лиц иудейского вероисповедания, немногим более 4 % от всего населения. В правление Николая II произошёл ряд еврейских погромов, самый крупный — в 1903 году в Кишиневе. В 1903 году в России были впервые опубликованы «Протоколы сионских мудрецов», антисемитская фальсификация, в которой говорилось о планах евреев по установлению мирового господства.

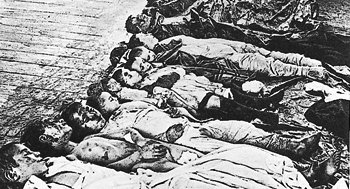
Еврейские дети, жертвы погрома в Екатеринославе в 1905 году

В годы Революции 1905—1907 годов приближённые Николая II разделяли антисемитские настроения и оказывали поддержку «Союзу русского народа», монархической организации с антисемитскими взглядами, его боевым отрядам, «чёрным сотням», и другим погромным организациям. В период Революции 1905 года Николай II открыто симпатизировал «Союзу русского народа», считая его своей «опорой» и удовлетворял прошения о помиловании его членов, участвовавших в погромах, но в данном случае, как следует из его переписки, для императора скорее важна была их лояльность престолу в сложный для страны период. Николай II писал матери, что считает 9/10 революционеров евреями, а погромы против них называл понятными вспышками народного гнева. В другом письме он именовал капиталистов еврейского происхождения «жидовской кликой» и утверждал, что они являются противниками монархии. С другой стороны, Николай II никогда сам не инициировал антиеврейское законодательство или курс в целом.
В тот же период тайная типография департамента полиции печатала антисемитские листовки. Полиция и жандармерия оказывала поддержку организаторам ряда погромов. В правой печати публиковались статьи антисемитского содержания, в частности Алексея Шмакова (черносотенца и сторонника «арийской» идеи) и Иустина Пранайтиса, которые писали о всемирной опасности, исходящей от еврейства, и утверждали, что иудаизм предписывает вредить христианам и употреблять кровь христианских детей. В Государственной думе III и IV созыва ряд крайних правых делегатов (Владимир Пуришкевич, Николай Марков и др.) осуществляли травлю евреев. В 1906 и 1907 годах были убиты депутаты Государственной думы еврейского происхождения от партии кадетов, Михаил Герценштейн и Григорий Иоллос.
В 1913 году состоялся процесс над евреем Менахемом-Менделем Бейлисом, известный как дело Бейлиса. Бейлис был обвинён в ритуальном убийстве 12-летнего русского мальчика Андрея Ющинского. Подсудимый был оправдан, но дело сопровождалось масштабной антисемитской кампанией в правой прессе.

## Гражданская война
Во время гражданской войны в России антисемитизм стал существенным фактором политической борьбы. Уже в конце 1917 года в связи с усилением самостийных настроений Украины — выступлений за отделение Украины от Российского государства, произошли еврейские погромы, которые принимали всё большие масштабы. Евреев убивали и грабили украинская армия, различные банды и «зелёные» отряды. «Протоколы сионских мудрецов» стали «походной книгой» офицеров белых армий, продвижение которых сопровождалось еврейскими погромами.
Наиболее массовые еврейские погромы в российской истории происходили во время Гражданской войны в России. Еврейские погромы в этот период совершались украинскими националистами, формированиями «зелёных», белогвардейцами и частями Красной армии. По разным данным за этот период произошло от 887 до более 1500 погромов. От 50 до 200 тысяч евреев погибли. Около 200 тысяч было ранено и искалечено. Тысячи женщин были изнасилованы. Около 50 тысяч женщин стали вдовами, около 300 тысяч детей остались сиротами. В 1919 году погромщиками-белогвардейцами был убит нежинский раввин Менахем-Мендл Хейн.
В 1918 год стал переломным в истории «Протоколов сионских мудрецов». Убийство большевиками царской семьи вызвало волну массового интереса к этому тексту. Известие, что следователи армии А. Колчака нашли в комнате бывшей императрицы Александры Федоровны подаренную ей несколько месяцев ранее книгу Сергея Нилуса «Великое в малом», монархические и экзальтированные христианские круги восприняли как завещание царицы-мученицы, которое указывало на евреев как подлинных виновников трагедии. «Протоколы» издавались в Новочеркасске, Ростове-на-Дону, Харькове. В их распространении в белых армиях принял участие руку известный антисемит Владимир Пуришкевич, который служил в отделе пропаганды Добровольческой армии. По свидетельству М. Новомейского и некоторых других, «жидомасонский заговор» был одной из идей администрации А. Колчака: новые издания «Протоколов» выходили в Омске, Иркутске, Владивостоке, Хабаровске. В белогвардейской печати публиковали в разных вариациях «документ Цундера» (новая версия «письма Кремье»), якобы обнаруженный среди бумаг красного командира.
Пропаганда «Протоколов» и других фальшивых документов в белых армиях и в войсках С. Петлюры спровоцировала погромы с невиданным ранее числом жертв. После победы большевиков в гражданской войне распространение «Протоколов» в России попало под запрет, и они имели хождение только в некоторых кругах националистического антисоветского подполья. В Европе принесённые белой эмиграцией «Протоколы» сыграли значимую роль в становлении идеологии правых движений, в особенности нацизма в Германии.

## Советский период

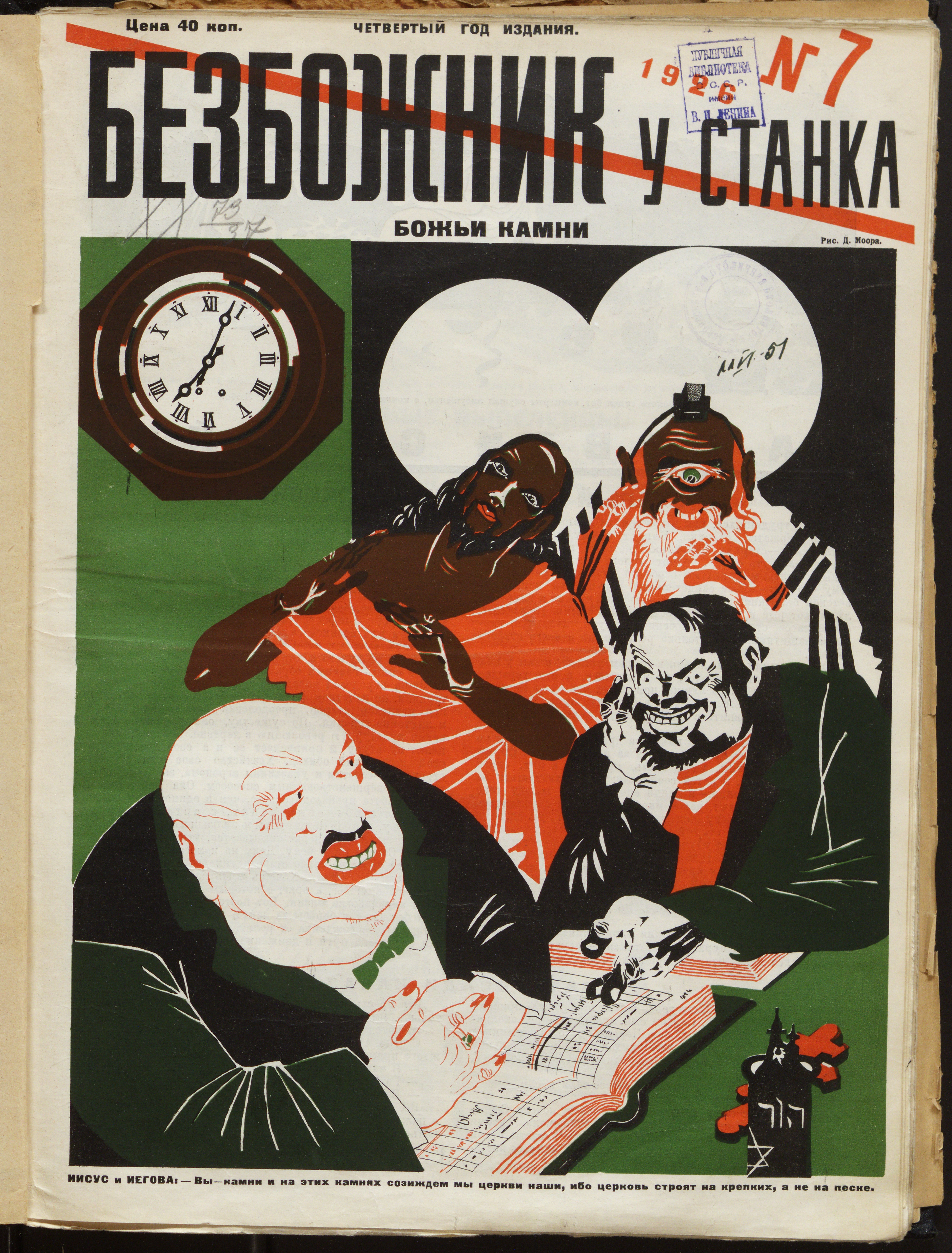
Советский антииудаистский плакат в рамках советской антирелигиозной компании, Дмитрий Моор, журнал «Безбожник у станка», 1926

В конце 1920-х годов произошёл резкий подъём антисемитских настроений населения, что обуславливалось активной экономической деятельностью евреев в период нэпа («нэпман-еврей»), относительно большим числом евреев в советском партийном и хозяйственном аппарате (утверждалось, что «только евреи выиграли от революции»), мероприятиями советской власти по землеустройству евреев (утверждалось, что «лучшие земли отдаются евреям»), масштабным ростом численности еврейских рабочих в тяжелой промышленности, где ранее евреев почти не было.
Кандидат исторических наук Инна Герасимова пишет, что советская власть стремилась к полной ассимиляции евреев, а борьбу с иудаизмом и языком иврит возвела в ранг государственной политики.
В 1936—1939 годах (часть периода сталинских репрессий) антисемитские ноты присутствовали, когда еврейские деятели были обвинены в «буржуазном национализме». В период сближения СССР с нацистской Германией (1937—1939) и вплоть до нападения Германии на СССР в июне 1941 года в Советском Союзе прекратилось упоминание об антисемитизме и антисемитской политике нацистов.
После окончания Великой Отечественной войны проявления антисемитизма продемонстрировали, что антисемитизм в Советском Союзе является не пережитком прошлого, как утверждала советская пропаганда, а остаётся существенным компонентом социальной действительности. Антисемитизм среди населения проявлялся в значительно большей мере, чем в 1920—1930-е годы, в основном вследствие нацистской пропаганды в период немецкой оккупации. Евреи, которые после войны вернулись на свои прежние места жительства, встретились с враждебным отношением местных жителей, которые не желали возвращать им покинутого имущества и жилья и часто были против возвращения евреев. Изменилось также отношение к евреям советской власти. Бли слухи, что секретарь ЦК ВКП(б) Александр Щербаков разделяет крайние антиеврейские взгляды и сам Иосиф Сталин негативно относится к евреям. Эти сведения были в дальнейшем подтверждены высказываниями югославского политического деятеля Милована Джиласа, дочери Иосифа Сталина Светланы Аллилуевой, поэта Ильи Эренбурга и др. Сторонники антисемитских взглядов присутствовали во всех инстанциях партийного и государственного аппарата, и они больше не скрывали своих взглядов. В последний период Великой Отечественной войны евреи начали вытесняться с руководящих постов и лишены возможности получения ряда должностей в партийном и государственном аппарате.
Факт возникновения государства Израиль в 1948 году способствовал пробуждению чувства национального самосознания советских евреев. Многие из них считали, что советская власть, которая поддерживала Израиль в Войне за независимость, признает законность солидарности евреев с Израилем. Евреи восторженно приветствовали прибывших в СССР в августе 1948 года представителей Израиля, в том же году в московской синагоге в праздник Рош ха-Шана была организована массовая демонстрация. В результате советская власть приняла крайние меры для подавления проявлений еврейского национального чувства. В конце сентября 1948 года в газете «Правда» Илья Эренбург опубликовал статью, в которой заявил, что идея сионизма об общности судеб евреев всего мира противоречит идеологии коммунизма и евреям в социалистических странах нет никакого дела до государства Израиль. Советская власть не разрешила евреям СССР принимать участия в войне в Израиле. Пресекалось любое проявление симпатии к Израилю. Власть начала ликвидировать любые еврейские коллективы, включая функционировавшие по советскому шаблону. В конце 1948 году были ликвидированы Еврейский антифашистский комитет и еврейские культурные учреждения. Начались массовые аресты писателей и артистов еврейской национальности, в первую очередь тех, чьё творчество осуществлялось на идише, а также других деятелей культуры, — всех, в какой-либо форме выразивших причастность к еврейству и проявивших интерес к проблемам евреев.
В 1948—1953 годах осуществлялась политическая кампания по «борьбе с космополитизмом». Действовал запрет на тему проблем евреев в рамках советских периодических изданий. Уничтожались еврейские шрифты, сохранившиеся в некоторых типографиях. В 1951 году началось изгнание евреев со значительных государственных постов в восточноевропейских странах. Советская пропаганда называла сионистское движение и Джойнт «центральным звеном в международном заговоре американского империализма против Советского Союза и прогрессивных сил». Большое число коммунистических руководителей обвинялось во вредительстве и подрывной сионистской деятельности. Наибольшее выражение кампания получила в процессе Сланского в Чехословакии (1952) и «деле врачей» в СССР (1953). Власти использовали антисемитские настроения населения, негласно стремясь продемонстрировать, что каждый еврей является предателем, и поэтому любое преступление против него не будет наказано. Исследователи считают, что советская власть готовила масштабный показательный процесс против евреев и был составлен приказ о депортации евреев из европейской части страны в Сибирь и в Казахстан, якобы чтобы «защитить их от гнева советской общественности». Однако в 1953 году умер Сталин и последовала борьба за власть между приближёнными к нему деятелями, пытавшими отмежеваться от преступлений сталинского режима, что способствовало свёртыванию антисемитской кампании.
Ряд попыток восстановления еврейской культурной жизни, предпринятых после смерти Сталина, вызвали сопротивление власти. Во время неофициальных встреч различных иностранных делегаций и советского руководства последнее всё чаще заявляло об отсутствии у евреев «духа коллективности», об их нежелании заниматься физическим трудом и о склонности евреев к профессиям «белых воротничков». Подчёркивалось, что евреи — учёных и административных работников пропорционально значительно больше доли евреев в общем населении страны (такая же аргументация применялась в Российской империи при введении процентной нормы). Министр культуры СССР Екатерина Фурцева на одной из встреч с иностранной делегацией утверждала, что количество евреев-студентов должно быть равно числу евреев-шахтеров. Утверждалось также, что в прошлом евреи были более культурным элементом по сравнению с невежественной массой русских, поэтому им разрешено было занимать влиятельные позиции, а «теперь же у нас есть наши кадры» (то есть евреи — не «наши»).
Новая более «либеральная», чем ранее советская власть продолжила использовать антисемитизм. В 1960-е годы начались экономические процессы, осуждёнными и казнёнными по которым стали преимущественно евреи. Печать публиковала списки обвиняемых и приговорённых к казни на самых видных местах, стремясь представить евреев ответственными за экономические проблемы страны. В феврале 1963 году английский философ Бертран Рассел писал Никите Хрущёву о своей обеспокоенности казнями евреев и предположительным поощрением антисемитизма в Советском Союзе. Хрущёв ответил, что в Советском Союзе нет и не было антисемитизма, а в числе расстрелянных присутствуют лица разных национальностей.
Антисемитизм проявился также в обсуждениях проблем искусства и культуры. В сентябре 1961 года было опубликовано стихотворение Евгения Евтушенко «Бабий Яр». В ответ на стихотворение ряд советских писателей и критиков обвинили автора в «космополитизме», и эти обвинения включали антисемитские намеки схожие с пропагандой периода «борьбы с космополитизмом». По мнению критики, произведение поднимает вопрос об антисемитизме, который якобы отсутствует в советской действительности. Нападкам подвергся композитор Дмитрий Шостакович, который назвал первую часть своей 13-й симфонии «Бабий Яр».
Масштабным тиражом тиражом публиковалась «антирелигиозная» литература, в том числе — в десятках тысяч экземпляров такие антисемитские произведения, как «Галерея святых» (1770) писателя П. А. Гольбаха, где евреи названы врагами рода человеческого и изображены в качестве банды преступников, которые не останавливаются ни перед какими злодеяниями. В 1963 году издательством Академии наук Украинской ССР была опубликована книга советского «эксперта» по вопросам иудаизма Т. Кичко «Иудаизм без прикрас», где собраны наветы и мифы, которые распространялись антисемитской литературой в течение нескольких столетий. Иллюстрации к этому изданию были выполнены в духе нацистского еженедельника «Der Stürmer», что вызвало протесты в ряде зарубежных стран.
После победы Израиля в Шестидневной войны 1967 года в СССР произошёл рост проявлений антисемитизма. Советская власть проявила враждебную позицию по отношению к Израилю, который постоянно осуждался в советской печати, по радио и телевидению. Власть пыталась вынудить евреев чётко определить свою позицию. На многих советских евреев, особенно известных и занимавших значительные посты, оказывалось давление с целью принудить их публично выступить против Израиля. Так, в марте 1970 года в Москве прошла пресс-конференция, в которой приняли участие несколько десятков евреев — научных работников, представителей искусства и военных, заявивших о своей враждебной позиции по отношению к Израилю. В то же время у многих евреев осуждение Израиля и ксенофобия в отношении евреев, связанная с мифом о «международном сионизме», вызвали подъём национального чувства и готовность к репатриации в Израиль.

## Постсоветский период

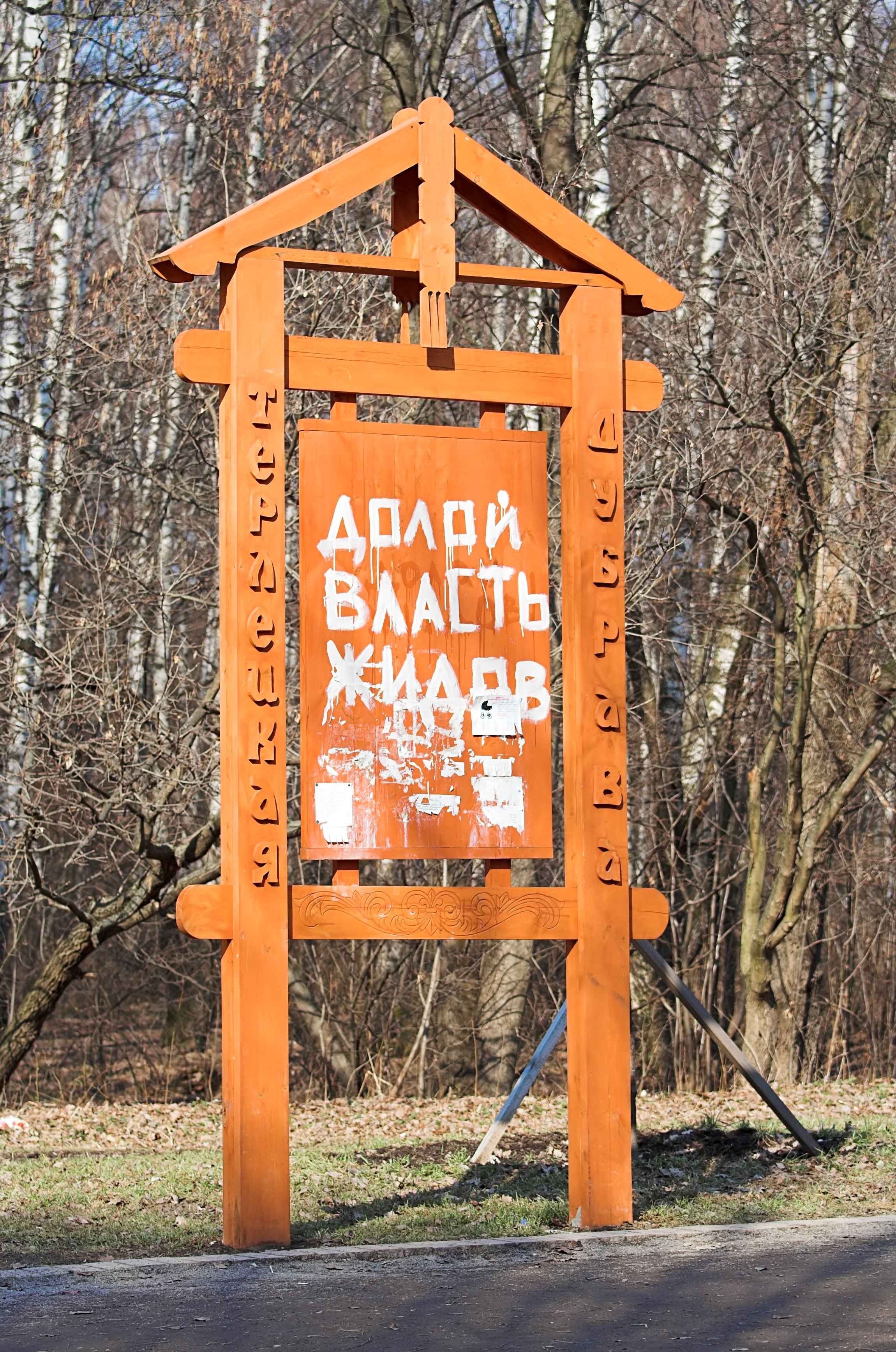
Доска объявлений с вандальной антисемитской надписью в Москве

Постсоветский российский антисемитизм возник после Перестройки в значительной степени в ответ на провал либеральных политических и экономических реформ. Это новое явление имело много элементов преемственности со старым поддерживаемым государством антисемитизмом советского периода. Однако этот новый антисемитизм включал новые практики и новые линии аргументации. Российский антисемитизм претерпел бурное развитие и не ограничивался маргиналами. Новые идеологи разработали и сформулировали большое количество доктрин, которые не могли открыто обсуждаться в советский период: идеи этнического превосходства, кровавый навет, религиозно вдохновленный антииудаизм и концепции, основанные на геополитике и расе. Классика антисемитизма была заново открыта и широко распространена, включая «Протоколы сионских мудрецов» и гитлеровскую «Майн кампф». Произведения более раннего русского антисемитизма, например публикации Федора Достоевского и статьи и книги Василия Розанова, пополнили репертуар литературы ненависти.
В конце 1980-х годов в движении доминировала национал-патриотическая группа «Память» во главе с Дмитрием Васильевым. Стали заметны ранее маргинальные партии, такие как «Русское национальное единство», «Чёрная сотня», «Русская партия», «Партия русских националистов», «Правая радикальная партия» и многие другие. Антисемитские идеи также нашли своё место в нескольких ведущих политических организациях, таких как ЛДПР Владимира Жириновского и КПРФ.
В позднейшее время по сравнению с 1990-ми годами количество антиеврейских выступлений и преступлений снизилось. В середине 2000-х главный раввин России назвал РФ надёжной гаванью для евреев, а Владимир Путин призвал европейских евреев переезжать в Россию, где им не смогут угрожать радикальные исламисты. Путин проявляет осторожность в том, что касается еврейской тематики с целью поддержания международных отношений с Израилем. Внутри страны Кремль сдерживает антисемитские настроения, властям требуется поддерживать образ России как многонациональной державы. Повторяемые властями установки о межнациональной гармонии препятствуют теориям еврейского заговора расти и открыто распространяться в публичном пространстве. Стивен Хатчинс и Вера Тольц, проанализировав российские телепередачи до 2014 года, показали, как персоны еврейского происхождения на ТВ иллюстрировали собой интернационализм и межконфессиональный мир. На любом публичном мероприятии, которое касается национальной политики, рядом с Путиным стоит главный раввин России. Ключевым отличием антисемитских конспирологических теорий от антизападных является заключается в том, что открытые сторонники первых под внешним давлением вынуждались объясняться и чаще всего извиняться за свои высказывания.
В то же время на периферии масс-культуры антисемитский нарратив продолжает развитие и распространение. Собирательный образ враждебного Запада затмил традиционную юдофобию, но, в то же время, как замечает историк В. А. Шнирельман, многие интеллектуалы, которые рассуждают о событиях прошлого и настоящего, часто обращаются к эвфемизмам и метафорам, через которые заметен дискурс еврейских заговоров. В сети и книжных магазинах распространяется большое читсло произведений художественной литературы, которые эксплуатируют антисемитские мотивы, от апокалиптических сюжетов до неонацистских теорий о расовом превосходстве. Отмечается нарушение этитми авторами статьи 282 Уголовного кодекса РФ, принятой в середине 2000 года для квалификации экстремизма и разжигания межнациональной розни. Сохраняется стереотип еврея-заговорщика, контролирующего СМИ и манипулирующего бизнес-элитами.
В ряде случаев в крайнем антисемитизме евреи рассматриваются как вездесущие могущественные люди с необычными способностями, своего рода «сверхчеловеки». Эта трансформация представляет собой заимствование представлений нацистов, демонизировавших евреев и изображавших их как силу, почти равную «арийцам».

### Направления
В российском посткоммунистическом антисемитизме можно выделить пять групп, исходя из их конкретных целей, интересов и политической ориентации: неославянофилы, национал-коммунисты, русские православные националисты, русские идеологи расизма и идеологи евразийской геополитики.
Неославянофилы, среди которых было много деревенщиков и литературных критиков, изначально объединились вокруг журнала «Наш современник». Главной заботой этой группы остаётся упадок русского крестьянства, рассматриваемого как стержень русской культуры и общества. Неославянофилы считают, что большевистская революция была спровоцирована евреями и коммунизм уничтожил все подлинно русские проявления культуры, морали и традиции. Они останавливаются на злодеяниях, совершённых Львом Троцким и другими большевиками еврейского происхождения или заявленного антисемитами как «еврейское», включая убийство царской семьи. Многие неославянофилы видят практическое применение принципов Троцкого и, в конечном счете, политическое продолжение жестоких принципов Ветхого Завета в сталинизме. Другой заботой неославянофилов является чистота русского языка и литературы и их свобода от чуждых влияний. Литературные критики этой группы ввели различие между «русскими» и «русскоязычными» писателями; Под последними они подразумевали русских писателей еврейского происхождения, которые, по их мнению, развратили русскую культуру и литературу, привнеся в неё свои ценности. Книга Александра Солженицына «Двести лет вместе» включает некоторые идеи неославянофилов, хотя его подход является более искусным и квалифицированным.
Вторая группа, национал-коммунисты, следуют старой советской линии антисемитизма, выраженной в антисионистских кампаниях. Некоторые важные члены двух российских коммунистических партий опираются на эссе Карла Маркса «О еврейском вопросе» (1844), изображая евреев главной причиной экономических бедствий России. Процесс экономических реформ они рассматривают как разграбление России международным еврейством во главе с видными еврейскими финансистами. Во многих антисемитских источниках русские еврейского происхождения, в частности, так называемые олигархи, часто объявляются виновниками преступной приватизации и мошеннической деловой практики. Все российские нувориши заклеймены как «евреи». Некоторые идеологи этого течения конструируют еврейскую генеалогию капитализма в традициях Вернера Зомбарта.
Националисты, заявляющие, что их вдохновением является русская православная вера, составляют третью группу. Некоторые из них принимают идею вечной войны христианства и иудаизма и на этой основе отрицают общие исторические корни христианства и иудаизма.
Две более поздние и связанные постсоветские группы включают русских идеологов расизма и идеологов евразийской геополитики. Идеологи расистского антисемитизма повторяют и свободно заимствуют старые стереотипы нацистской юдофобии, однако евразийцы ввели новую идеологию и особый вариант, который лучше всего можно было бы описать как «геополитический антисемитизм». Опираясь на идеи немецких геополитиков и русских эмигрантов 1920-х годов, современные авторы ввели различие между континентальной евразийской и морской атлантической цивилизациями.
Выдающийся евразиец, Лев Гумилёв, создал несколько устойчивых исторических мифов и разработал псевдонаучную этнологическую теорию, которая лишала евреев права на членство в большой евразийской семье. Русская история представлена историей противостояния между союзом русского народа и кочевников Евразии, с одной стороны, и космополитическими евреями, с другой. Хотя русские и кочевники разделяли героический этос и были привязаны к своей родной земле, евреи, с точки зрения Гумилёва, демонстрировали другой кодекс поведения, характеризующийся вероломством, меркантильностью и отсутствием привязанности к земле и странам, где они жили. Размышления Гумилёва о Хазарии — выдвигающие на первый план жестокость, религиозную нетерпимость и расистскую природу хазарских евреев и иудаизма — использовались многими русскими антисемитами в качестве «исторической основы» их идеологий. Его идеи повлияли на многих видных антисемитских идеологов, таких как митрополит Иоанн (Снычёв), Вадим Кожинов и Юрий Бородай.

### Проявления
Одной из крупнейших партий русских национал-экстремистов до конца 1990-х годов было неонацистское общественно-политическое движение «Русское национальное единство» (РНЕ) Александра Баркашова, основанное в 1990 году. В 1999 году РНЕ предприняло неудачную попытку принять участие в выборах в Государственную Думу. Баркашов рассматривал «истинное православие» как сплав христианства с язычеством, выступал за «Русского Бога» и якобы связанную с ним «арийскую свастику». Он писал об атлантах, этрусках, «арийской» цивилизации как прямых предшественниках русской нации, об их многовековой борьбе с «семитами», «мировом еврейском заговоре» и «господстве евреев в России». Символом движения была модифицированная свастика. Баркашов был прихожанином «Истинно-православной („катакомбной“) церкви», и первые ячейки РНЕ формировались как братства и общины ИПЦ.
Как и старый нацизм, российский неонацизм сочетает этнический национализм, идею «арийской расы», её биологического и культурного превосходства над другими расами, расовый антисемитизм («семитская раса» рассматривается как антипод и главный враг «арийской»), антикоммунизм, антидемократизм. Существенным является культ Адольфа Гитлера. Основным символом остаётся свастика и различные её модификации.
Идеология российского неонацизма тесно связана с идеологией славянского неоязычества (родноверия). В ряде случаев между неонацистами и неоязычниками имеются также организационные связи. Так, один из основателей русского неоязычества, бывший диссидент Алексей Добровольский (языческое имя — Доброслав) разделял идеи национал-социализма и перенёс их в своё неоязыческое учение. По мнению историка Р. В. Шиженского, Добровольский воспринял идею свастики из работы нацистского идеолога Германа Вирта (первого руководителя Аненербе). Восьмилучевой «коловрат», состоящий из двух наложенных друг на друга свастик, в славянском неоязычестве считающийся древнеславянским знаком Солнца, Добровольский (1996) объявил символом бескомпромиссной «национально-освободительной борьбы» против «жидовского ига». По мнению Добровольского, смысл «коловрата» полностью совпадает со смыслом нацистской свастики.

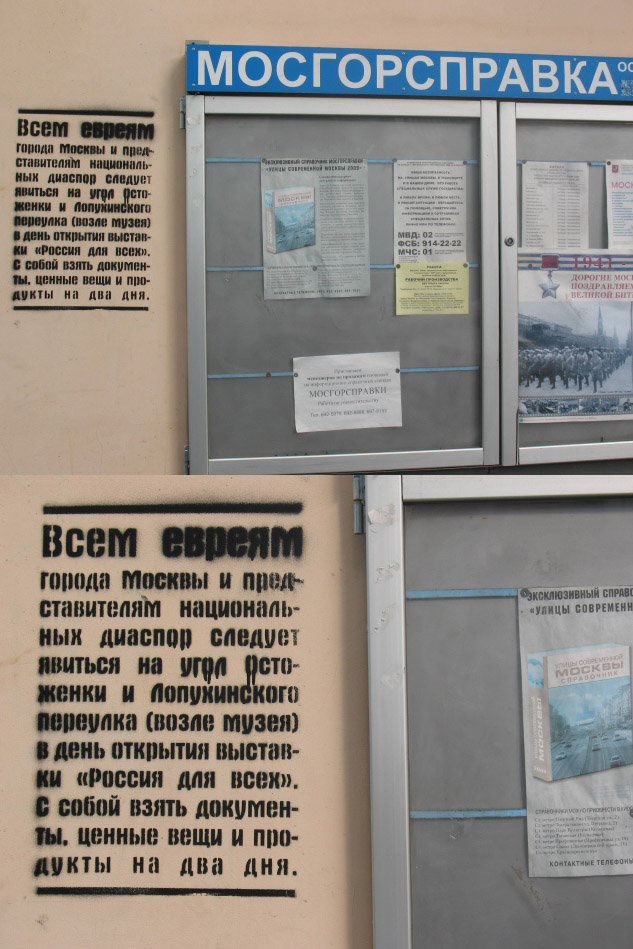
Антисемитские граффити в Москве, отсылающие к нацистским листовкам из Бабьего Яра

Историк Д. В. Шляпентох писал, что, как и в Европе, в России неоязычество толкает некоторых своих приверженцев к антисемитизму. Этот антисемитизм тесно связан с негативным отношением к выходцам из Азии, и данный акцент на расовом факторе может приводить неоязычников к неонацизму. Склонность неоязычников к антисемитизму представляет собой логическое развитие идей неоязычества и подражание нацистам, а также является следствием ряда специфических условий современной российской политики. В отличие от предшествовавших режимов современный российский политический режим, а также идеология среднего класса сочетают поддержку православия с филосемитизмом и позитивным отношением к мусульманам. Эти особенности режима способствовали формированию специфических взглядов неонацистов-неоязычников, которые представленны в значительной мере в среде социально незащищённой и маргинализированной русской молодёжи. По их мнению, власть в России узурпировала клика заговорщиков, включающих иерархов православной церкви, евреев и мусульман. Вопреки внешним разногласиям, считается, что эти силы объединились в своём стремлении удержать власть над русскими «арийцами».
Известность получили высказывания нескольких российских общественных деятелей, таких как Николай Кондратенко, губернатор Краснодарского края, который обвинил Кремль, который, как он утверждает, находится под контролем евреев и сионистов, в распаде Коммунистической партии, чеченском конфликте и других проблемах. Кондратенко заключил союз с местными казаками. Он считает, что международный еврейский заговор управляет миром. Похожие высказывания делали депутаты Государственной Думы от КПРФ Альберт Макашов и Виктора Илюхин. В ноябре 1998 года Государственная Дума рассмотрела и отклонила денонсацию Макашова. В конце декабря 1998 года лидер КПРФ публично осудил данные высказывания своих членов, но в то же время назвал сионизм «кровным родственником фашизма».
Лидеры чеченских сепаратистов, такие как Мовлади Удугов, активно пропагандировали антисемитизм, что является типичным для исламского фундаментализма. Свидетель этого, грузинский общественный деятель Георгий Заалишвили, который в течение года был в плену в Чечне, рассказывал: «Больше всего фундаменталисты по каким-то причинам ненавидели не русских, а евреев». Чеченские боевики в интервью журналистам утверждали, что «чеченцы стали жертвой мирового сионистского заговора», или что «евреи руками глупых русских убивают мусульман».
Одно из обсуждений проблемы антисемитизма в России в 2005 году было связано с публикацией иудейской книги Шулхан арух и последовавшим за ней антисемитским «письмом 500». Прокуратура не последовала призыву авторов письма об уголовном преследовании еврейских организаций, но также отклонила претензии последних к его составителям.
В 2006 году неонацист Александр Копцев ворвался с ножом в здание синагоги на улице Большая Бронная в Москве, ранил раввина Ицхака Когана и девятерых прихожан. На месте преступления был задержан охранником и прихожанами синагоги. В ходе расследования дела было установлено, что настольной книгой Копцева было неоязыческое сочинение «Удар русских богов» Владимира Истархова.
С середины 2000-х годов об антисемитских высказываниях в выступлениях националистических политических движений сообщали наблюдатели по правам человека в России и пресса. Антисемитские лозунги и риторика часто фиксировались в публичных демонстрациях, большинство из которых организованы националистическим партиям и политическим группам. На митинге 23 февраля 2006 года, в День защитника Отечества, по данным газеты «Коммерсант», использовались плакаты «Жиды, хватит пить русскую кровь!», «Белая держава!» и «Русское правительство для России». Антисемитские лозунги и плакаты неоднократно фиксировались при проведении «Русского марша». Так, в числе растяжек и плакатов «Русского марша» 2012 года были следующие: «Русь без вождя, что жиды без Талмуда», «Долой жидомасонов» и др. Среди лозунгов звучали: «Если пьешь вино и пиво, ты пособник Тель-Авива», «Евреев мы в беде не бросим, 1-4-8-8».

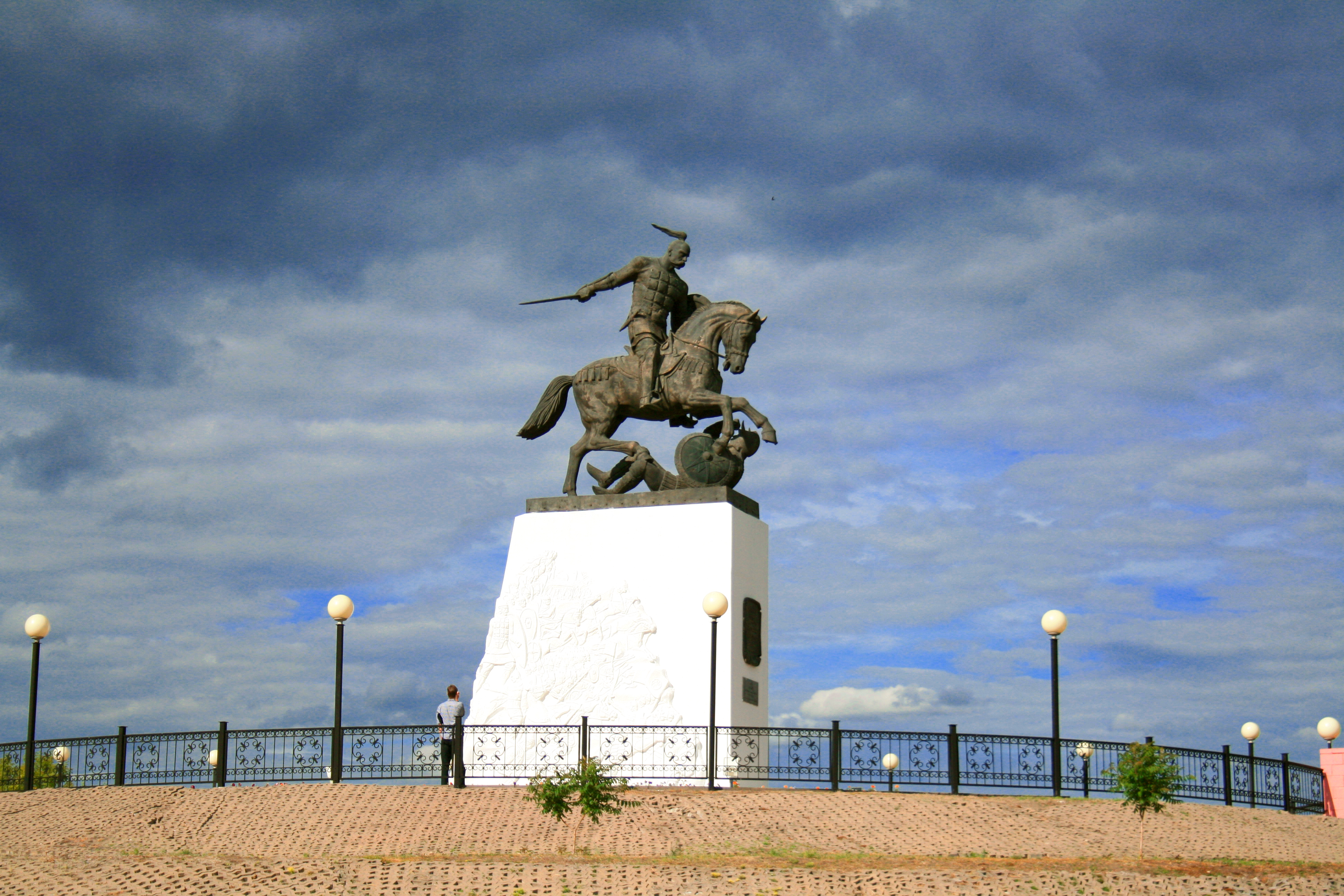
Памятник князю Святославу в Холках (2005) работы Вячеслава Клыкова

С идеями антисемитского хазарского мифа связан памятник князю Святославу (2005) работы скульптора Вячеслава Клыкова: на щите поверженного хазарского воина изображена звезда Давида, на щите князя — неоязыческий и неонацистский символ «коловрат» (восьмиконечная свастика). Композиция в целом является отсылкой к изображению Георгия Победоносца, который побеждает змея-Сатану. Установка памятника была привязана к «Дню победы Святослава над иудейской Хазарией». Предполагалось, что он станет местом собраний сторонников «борьбы с хазарами», но памятник был установлен в отдалённой местности, в селе Холки Белгородской области. Другой памятник Святославу работы Клыкова установлен в Запорожье (2005). Ряд памятников этому князю установлены в других регионах или предлагаются к установке.
В 2017 году президент фонда «Холокост» Алла Гербер отметила: «Сегодня бурного, открытого антисемитизма нет», указав, что прежде всего его нет со стороны государства. Если во времена Сталина тема антисемитизма стала «чистой воды политикой», сейчас она «используется некоторыми депутатами, пропагандистами, когда есть такая возможность. Но это частные высказывания».
В мае 2022 министр иностранных дел России Сергей Лавров в ходе своего интервью телекомпании «Медиасет» позволил себе высказывания, позже расцененные как антисемитские и вызвавшие дипломатический скандал с Израилем.
В 2023 году в связи с операцией израильских вооруженных сил в секторе Газа прошли антиеврейские волнения на Северном Кавказе.

## Издательства и периодические издания
По оценке, к 1994 году в России было 157 антисемитских периодических изданий.
Ультраправая газета «Русский вестник» (статьи 1993 года) видела образ врага в лице «ветхозаветного иудейства», вдохновляющего и совершающего «тайну беззакония», а также в лице сионизма и Израиля. В связи с вопросом казни царской семьи газета стремилась доказать, что русский народ любил царя, не изменял ему и не ответственен за его гибель. «…сам народ оказался на голгофе насилия иудо-масонской власти», а царя свергла «иудо-масонская закулиса». Газетой ежегодно в июле отмечался юбилей трагической гибели царской семьи, его убийство безоговорочно называлось «ритуальным». Убийство царской семьи уподоблялось распятию Христа, утверждалось, что царь по собственной воле принёс себя в жертву ради русского народа и теперь молит Бога о спасении русской земли. Российская империя идеализировалась, царь назывался «удерживающим» (2001, 2011).
Издательство «Витязь» идеолога радикального русского национализма и неоязычества Виктора Корчагина специализируется на издании антисемитской литературы, в которой евреи связываются с коммунизмом. Издательство распространяло антисемитские фальшивки «Протоколы сионских мудрецов» и «Катехизис еврея в СССР». Оба эти фальсификации в том или ином виде включались в выпускаемую издательством «Библиотечку Русского патриота», в которую входили книги, либо полностью основанные на изложении текстов «Протоколов», например, брошюра Генри Форда «Международное еврейство», либо содержащие цитаты из «Протоколов» и «Катехизиса» или ссылки на них, как это делал П. И. Шибин (1998), ближайший помощник Корчагина по издательским делам. Неоднократно Корчагиным издавались и сами «Протоколы».
Литературу неоязыческого, расистского, антисемитского и антихристианского характера выпускает московское издательство «Русская правда», официально зарегистрированное в 1994 году, учредителем которого является неоязыческий публицист Александр Аратов (неоязыческое имя — Огневед). Издательство ставит целью «издание и распространение литературы по арийско-славяно-русским вопросам». Выпускает, в частности, газету «Русская правда». Издатели «Русской правды» делали рекламу Алексею Добровольскому (Доброславу), одному из основателей русского неоязычества. В 1997 году Валерий Емельянов, один из основателей русского неоязычества, вместе с небольшим числом последователей присоединился к малочисленному РНОД Аратова и стал главным редактором газеты «Русская правда».

## Противодействие
В конце XIX — начале XX века формировались оппозиционные политические партии. Противники самодержавия отвергали и антисемитизм. Дело Бейлиса 1913 года привело к открытому столкновению между самодержавием и оппозиционным движением. Оправдание подсудимого повредило антисемитской политике государства.
После Февральской революции 1917 года евреи были уравнены в правах с прочими гражданами.
25 июля 1918 года председатель Совета народных комиссаров РСФСР Владимир Ленин подписал декрет СНК «О борьбе с антисемитизмом и еврейскими погромами». 27 июля он был опубликован в газете Правда. В марте 1919 года Ленин произнёс речь «О погромной травле евреев».
Советская власть с начала своего существования вела активную и успешную борьбу с антисемитизмом. В 1927—1931 годах проводилась масштабная разъяснительная работа по борьбе с антисемитизмом, рассматривавшимся как «пережиток буржуазного прошлого».
Наибольшее количество материалов против антисемитизма было опубликовано в «Комсомольской правде», журналах «Молодая гвардия», «Крокодил» и др. В кампании принимали участие крупнейшие советские писатели и поэты — Максим Горький, Владимир Маяковский, Николай Асеев и другие. В 1929 году вышла книга С. Г. Лозинского «Социальные корни антисемитизма в Средние века и Новое время», где автор объявил антисемитизм наследием прежнего режима, с которым советская власть решительно борется.
В советских библиотеках антисемитская литература помещалась в спецхраны — особые отделы, недоступные для обычных посетителей, либо уничтожалась.
В России действует уголовная ответственность за возбуждение национальной ненависти или вражды, создание экстремистских сообществ, геноцид.

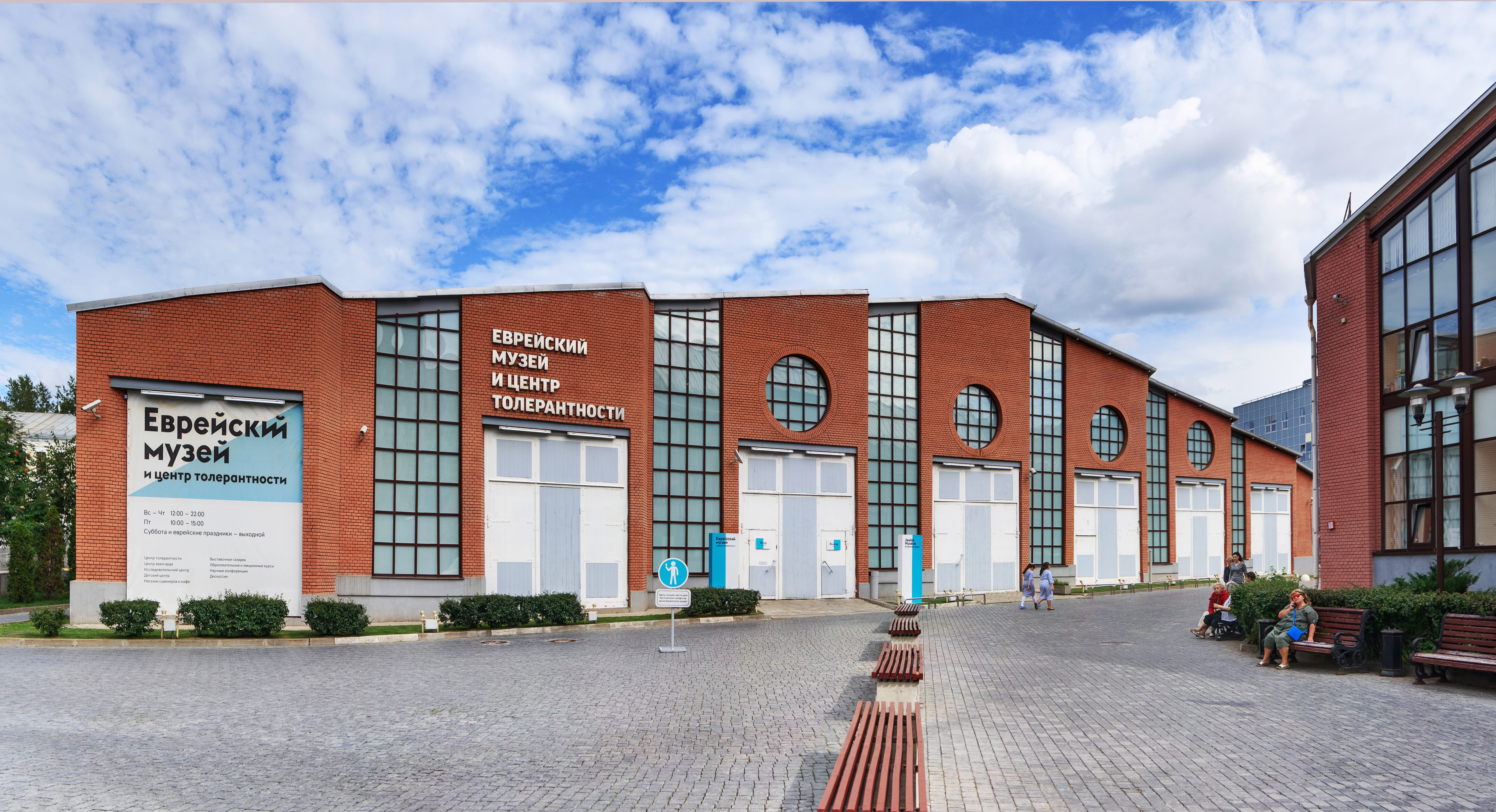
Еврейский музей и центр толерантности в Москве

В 1994 году в Москве действовала неонацистская группа «Легион „Вервольф“», идеологию которой составляли основные положения германского нацизма, включая борьбу с «недочеловеками». Участники изучали «Майн кампф» Гитлера и готовились к борьбе с евреями, коммунистами и демократами. Группа придерживалась неоязыческих идей, склоняясь к идеологемам германского неоязычества. Она просуществовала несколько месяцев и летом 1994 года была ликвидирована московскими правоохранительными органами.
В 2001 году 98 сенаторов США написали письмо президенту Путину, выражая озабоченность по поводу набирающего популярность в России антисемитизма и радикального экстремизма.
В 2004 году проходил процесс над членами неонацистской группировки «Шульц-88», действовавшая на территории Санкт-Петербурга и Ленинградской области с апреля 2001 до марта 2003 года. Члены группировки совершали нападения на лиц «неславянской» внешности, иудеев и представителей молодёжных субкультур, враждебных НС-скинхедам. Членами группировки были, в частности, Алексей Воеводин и Дмитрий Боровиков, лидеры группировки НС-скинхедов «Mad Crowd». Главным экспертом по делу «Шульц-88» выступал петербургский ученый-этнограф Н. М. Гиренко. Он был убит 19 июня 2004 года. В ходе судебного разбирательства коллегия присяжных заседателей Санкт-Петербургского городского суда признала виновными членов банды Боровикова — Воеводина («Боевая террористическая организация», БТО), в том числе и в убийстве Гиренко. Приговором Санкт-Петербургского городского суда от 14 июня 2011 года главарь банды Воеводин и другой участник группировки Артём Прохоренко были приговорены к пожизненному лишению свободы. Другие члены группировки были приговорены к различным срокам лишения свободы.
9 июня 2005 года на международной конференции Организации по безопасности и сотрудничеству в Европе в Кордове (Испания) Патриарх Московский и всея Руси Алексий II заявил, что Русская православная церковь разделяет озабоченность по поводу «случаев антисемитизма, ксенофобии и других форм расизма». Он назвал антисемитизм «одним из наиболее радикальных проявлений мизантропии и расизма» и заявил, что его приверженцы включают «общественных деятелей, публицистов и лидеров радикальных организаций».